# 왕릉과 주둔군
<왕릉과 주둔군>은 하근찬의 소설이다.

## 줄거리
마을의 한가운데에는 예로부터 내려온 큰 왕릉이 있다. 왕족의 자손인 박 첨지는 자신의 조상이 임금이라는 것을 자랑으로 여기고 상투를 쓰고 왕릉을 돌보는 것을 인생의 낙으로 삼는다. 하루라도 왕릉에 가지 않는 날이 없고 누구라도 왕릉을 조금이라도 훼손하면 매우 민감하게 반응한다. 어느 날 박 첨지가 지극한 정성으로 돌보는 왕릉 옆에 미국에서 온 병정들이 주둔하기 시작한다. 미국 병정들은 왕릉 앞에서 마음껏 음식을 먹고, 방뇨를 하는 등 왕릉을 함부로 대한다. 게다가 미국 병정들에게 성 접대를 해주는 양색시들이 동네에 생기기 시작한다. 밤마다 양색시들이 성 접대를 하는 소리가 들리고, 심지어 왕릉 옆에서 성교를 하는 병정도 있다. 박 첨지는 이런 상황에 매우 분노하지만 박 첨지의 딸 금례는 이런 야릇한 상황이 이상하게도 신기하고 재미있기까지 하다. 결국 박 첨지는 왕릉이 더 훼손되는 것을 막기 위해 가문에 왕릉 주변에 담을 쌓자고 제의하고, 이를 실행하고자 안간힘을 쓴다. 그 사이에 금례는 미국 과자를 맛보고 미국 음악을 듣고 미국 병정과 만나기도 하면서 미국 문화에 점점 심취해 간다. 그러던 어느 날, 갑작스레 미국 병정들이 영어로 뭐라고 몇 마디를 하더니 거대한 기계들로 박 첨지가 담 쌓는 것을 도와준다. 박 첨지는 참 이상한 사람들이라고 생각하면서도 좋아한다. 그런데 집에 가보니 쪽지가 하나 남겨져 있다. 금례가 미국 병정을 따라 가출을 했다는 내용의 쪽지이다. 금례의 소문이 마을에 쫙 퍼지자 박 첨지는 창피함에 사람들을 피해 다닌다. 시간이 흘러, 어느 날 금례는 높은 구두와 좋은 옷을 입고 돌아온다. 그런데 옆에는 아들이 있다. 그것도 노란 머리에 노란 눈을 가진 혼혈아이다. 가문의 전통을 중요하게 생각하는 박 첨지는 경악하며 누워서 꼼짝도 하지 않는다. 어느 날 노란 머리 외손자가 왕릉 위에 올라가 혀를 내밀며 논다. 이것을 보고 박 첨지는 소리를 지르며 혼절해 버린다.